# Matysová (Stará Ľubovňa)
Matysová (bis 1927 slowakisch „Matišová“; ungarisch Máté – bis 1907 Matiszova) ist eine Gemeinde im Nordosten der Slowakei mit 55 Einwohnern (Stand 31. Dezember 2024), die zum Okres Stará Ľubovňa, einem Teil des Prešovský kraj, gehört.

## Geographie
Die Gemeinde befindet sich im Mittelteil des Berglands Ľubovnianska vrchovina im Tal des Baches Lipník, nahe der Staatsgrenze zu Polen. Das Ortszentrum liegt auf einer Höhe von 600 m n.m. und ist 19 Straßenkilometer von Stará Ľubovňa entfernt.
Nachbargemeinden sind Sulín im Norden, Malý Lipník im Osten, Údol im Südosten, Hajtovka im Süden, Chmeľnica im Südwesten und Stará Ľubovňa im Westen.

## Geschichte

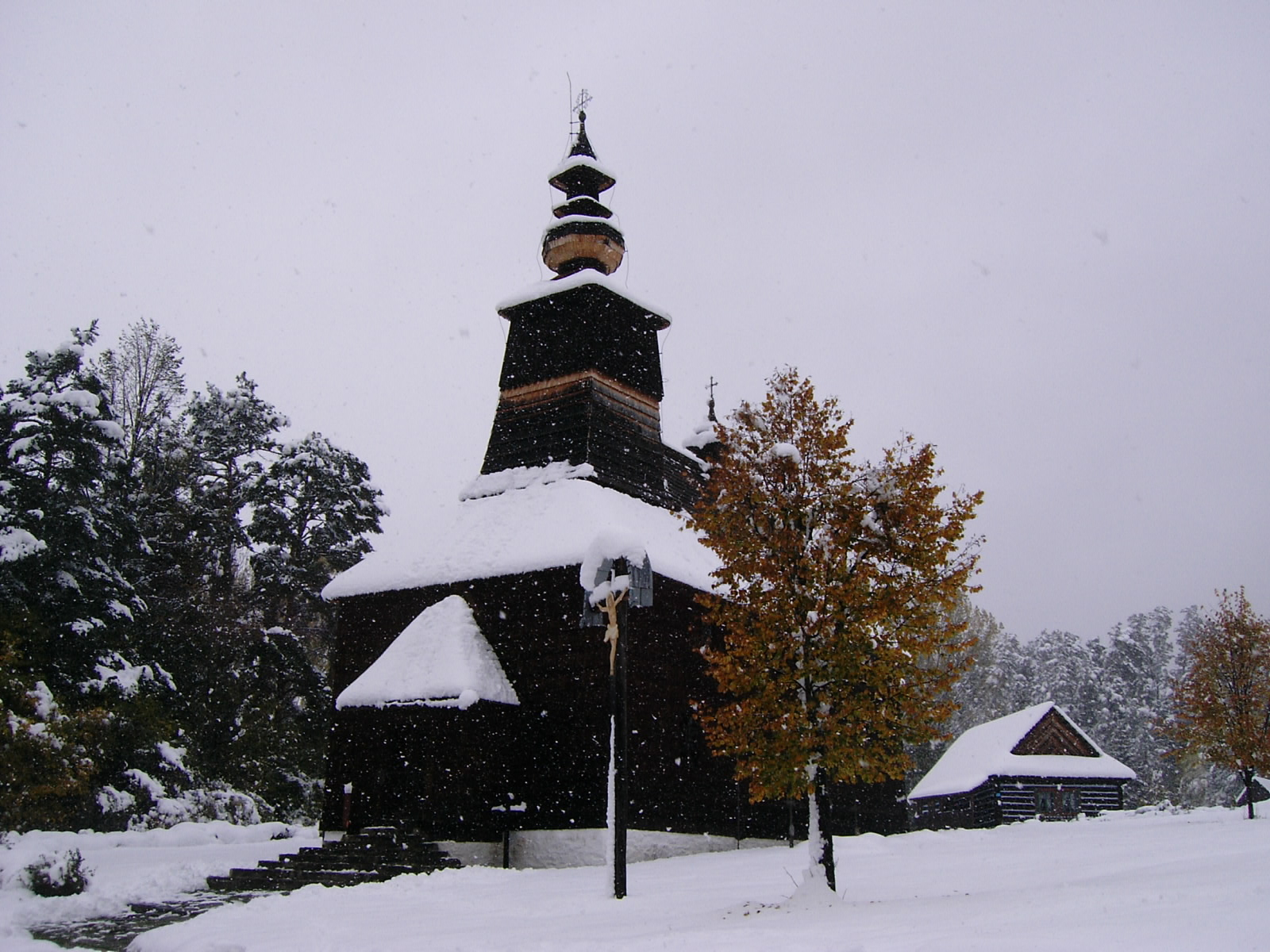
Griechisch-katholische Holzkirche Erzengel Michael, seit 1979 im Freilichtmuseum Stará Ľubovňa ausgestellt

Matysová entstand in der zweiten Hälfte des 14. Jahrhunderts nach deutschem Recht und wurde zum ersten Mal 1408 als Mathezhaw schriftlich erwähnt. Kurz danach ging das ursprüngliche Dorf unter und wurde nicht wieder aufgebaut, sodass bspw. 1569 dort nur ein Meierhof stand. Erst am Anfang des 17. Jahrhunderts, auf Anlass der damaligen Gutsherren der Burg Plaveč, kam es zu einer Neugründung, die den alten Ortsnamen übernahm. 1787 hatte die Ortschaft 58 Häuser und 395 Einwohner, 1828 zählte man 68 Häuser und 505 Einwohner, die als Hirten, Kalkbrenner, Landwirte und Weber beschäftigt waren. Anfang des 20. Jahrhunderts setzte eine langsame Auswanderungswelle ein, die bis heute andauert.
Bis 1918 gehörte der im Komitat Sáros liegende Ort zum Königreich Ungarn und kam danach zur Tschechoslowakei beziehungsweise heute Slowakei. Heute ist Matysová ein kleiner Ort, in dem auch Bürger aus umliegenden Städten ihr Wochenendhaus besitzen.

## Bevölkerung
| Jahr                | 1994 | 2004     | 2014    | 2024     |
| ------------------- | ---- | -------- | ------- | -------- |
| Anzahl der Personen | 112  | 78       | 76      | 55       |
| Unterschied         |      | −30,35 % | −2,56 % | −27,63 % |

| Jahr                | 2023 | 2024    |
| ------------------- | ---- | ------- |
| Anzahl der Personen | 56   | 55      |
| Unterschied         |      | −1,78 % |

Gemäß der Volkszählung 2011 wohnten in Matysová 72 Einwohner, davon 53 Slowaken und 17 Russinen. Zwei Einwohner machten keine Angabe zur Ethnie.
66 Einwohner bekannten sich zur griechisch-katholischen Kirche und vier Einwohner zur römisch-katholischen Kirche. Bei zwei Einwohnern wurde die Konfession nicht ermittelt.